# Hubert Beckers
Hubert Karl Philipp Beckers (* 4. November 1806 in München; † 10. März 1889 ebenda) war ein deutscher Philosoph.

## Leben und Wirken
Beckers schloss 1825 seine gymnasialen Studien an der Königlichen Sudien-Anstalt München (heute Wilhelmsgymnasium München) ab. Anschließend studierte er an der Universität München zunächst Jura, später Philosophie, unter anderem war er Schüler Schellings. Während seines Studiums wurde er 1826 Mitglied der Burschenschaft Markomannia München. 1830 wurde er mit einer Dissertation „Über das Wesen des Gefühls“ promoviert, 1831 habilitiert. Ab 1832 lehrte er am Lyzeum Dillingen, wo Martin Deutinger zu seinen Schülern zählte. 1847 wurde er nach München berufen.
Beckers ist vor allem bekannt als starker Vertreter der Philosophie Schellings. Hauptsächlich befasste er sich mit der Unsterblichkeitslehre. Ab 1853 war er Mitglied der Bayerischen Akademie der Wissenschaften. Neben seiner akademischen Arbeit war Beckers Musikliebhaber. Er besaß eine große Sammlung von Chorälen und geistlichen Liedern und schuf auch eigene Kompositionen.

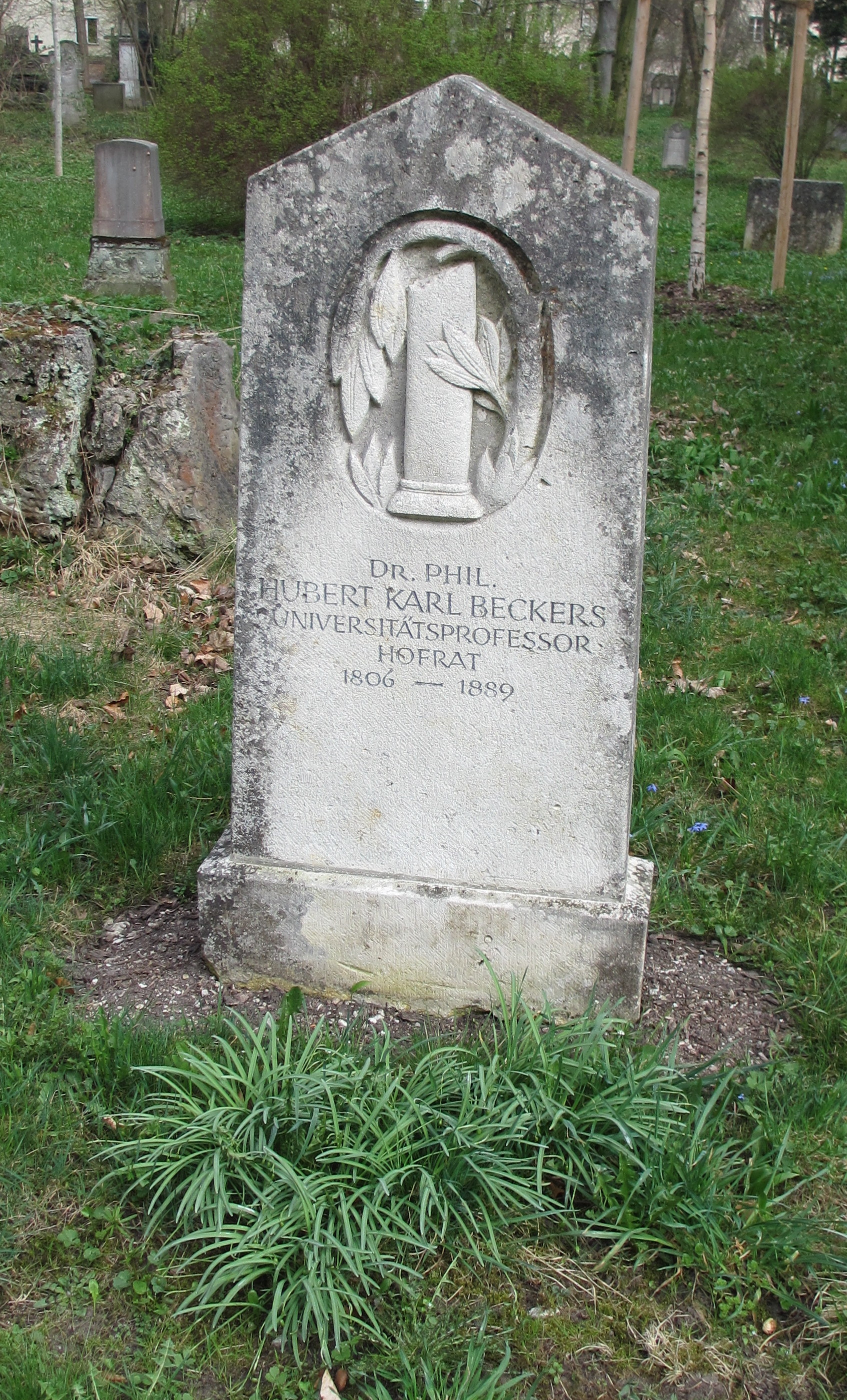
Grab von Hubert Beckers auf dem Alten Südlichen Friedhof in München (Gräberfeld 10 – Reihe 10 – Platz 23/24) –

## Grabstätte
Hubert Beckers liegt auf dem Münchner Alten Südlichen Friedhof begraben (Gräberfeld 10 – Reihe 10 – Platz 23/24) – Standort.

## Namensgeber für Straße
Nach Hubert Beckers wurde 1956 in München im Stadtteil Untermenzing (Stadtbezirk 23 – Allach-Untermenzing) die Hubert-Beckers-Straße benannt.⊙